# کاریموو
کاریموو (انگلیسی: Karimovo) یک شهرک در شهرستان بیژبولیاکسکی باشقیرستان کشور روسیه است.